# Елимелех
Елимелех (ивр. אלימלך‎ элимелех «Мой Бог — Царь») — библейский персонаж, история которого рассказывается в Книге Руфь.
Был жителем Вифлеема. Из-за голода, свирепствовавшего в земле Иудейской, Елимелех покинул её вместе со своей женой Ноеминью и двумя сыновьями Махлоном и Хилеоном, и они поселяются в земле Моавитской. Там умирает Елимелех и два его сына (Руфь. 1:1—5).
За родственника Елимелеха, Вооза вышла замуж жена сына Алимелеха Махлона Руфь (Руфь. 4:13).